# 小行星30306
小行星30306（30306 Frigyesriesz）是一颗绕太阳运转的小行星，为主小行星带小行星。该小行星于2000年5月2日发现。

## 轨道参数
小行星30306的轨道半长轴为2.5283113 UA，离心率为0.03。